# Sonya Balmores
Sonya Balmores (Kalaheo, Hawái, 23 de junio de 1986) es una actriz, modelo y surfista estadounidense. Compitió en el concurso Miss Teen USA.

## Primeros años y educación
Balmores nació de padre filipino y madre de ascendencia irlandesa e indígena.  Asistió a la Escuela Primaria Kalaheo y se graduó de la Escuela Secundaria Kauai. Ella era una estudiante de comunicación visual en Universidad del Pacífico de Hawái.

## Carrera como modelo
Balmores ganó el título de Miss Hawái Teen USA el 16 de mayo de 2004 en el Waikiki Sheraton Resort. Balmores representó a Hawái en el concurso de Miss Teen USA 2004 celebrado en Palm Springs, California el 6 de agosto de 2004. Ella se colocó en el primer lugar en el concurso, que fue ganado por Miss Luisiana Teen USA Shelley Hennig.  Esta fue la colocación más alta de Hawái en el concurso desde que Kelly Hu ganó en 1985.
En 2005, Balmores apareció en las portadas de las revistas Women's Health, Outside y Foam.

## Carrera como actriz
Balmores jugó el papel recurrente de Kai Kealoha en Beyond the Break en The N, una serie que anteriormente recibió el título provisional "Boarding School" . También interpretó a la principal antagonista, Malina Birch, en la película de 2011 Soul Surfer. En 2014, actuó como invitada en Hawái 5.0 como la ladrona del autobús turístico Alana Duncunin en el episodio "Kanalu Hope Loa" o "The Last Break" en inglés. En 2017, Balmores fue elegida para la serie Inhumans como Auran.
Desde 2019 pone su voz al personaje de The Division 2, la agente Alani Kelso.

## Filmografía

### Películas
| Año  | Título         | Personaje      | Notas        |
| ---- | -------------- | -------------- | ------------ |
| 2008 | Ride the Wake  | Katelynn       | Cortometraje |
| 2011 | Soul Surfer    | Malina Birch   |              |
| 2017 | Kuleana        | Kimberly Coyle |              |
| 2018 | Den of Thieves | Malia          |              |

### Series de televisión
| Año       | Título                       | Personaje             | Notas                         |
| --------- | ---------------------------- | --------------------- | ----------------------------- |
| 2003      | The Break                    | Nani                  | Película televisiva           |
| 2005      | Rocky Point                  | Chica tatuada         | Episodio piloto               |
| 2006-2009 | Beyond the Break             | Lanikai 'Kai' Kealoha | Papel principal               |
| 2014      | Hawái 5.0                    | Alana Duncan          | Episodio: "Kanalu Hope Loa"   |
| 2016      | A Midsummer's Hawaiian Dream | Tanya McQueen         | Película televisiva           |
| 2016      | NCIS                         | Sandra Cornell        | Episodio: "Home of the Brave" |
| 2016      | Option Zero                  | Emily                 | Película televisiva           |
| 2017      | Ballers                      | Arielle               | 2 epispdios                   |
| 2017      | Inhumans                     | Auran                 | Papel recurrente, 8 episodios |
| 2018      | Lucifer                      | Niña salvaje          | Episodio: "All About Her"     |